# جانسون متی
جانسون متی (به انگلیسی: Johnson Matthey) شرکت بریتانیایی فعال در زمینه صنایع شیمیایی و تکنولوژی‌های پایدار است. دفتر مرکزی این شرکت در مرکز شهر لندن، قرار دارد و بخشی از سهام آن در بازار بورس لندن به‌عنوان یکی از صد شرکت برزگ بریتانیا (فوتسی ۱۰۰) معامله می‌شود.

## تاریخچه
ریشه‌های جانسون متی را می‌توان تا سال ۱۸۱۷ ردیابی کرد. زمانی که پرسیوال نورتون جانسون، کار خود را به عنوان ارزیاب طلا با فقط ۱۵۰ پوند (معادل فعلی ۱۵۰۰۰ پوند) سرمایه آغاز کرد. با رشد سریع شرکت، در سال ۱۸۳۸ جورج متی به عنوان کارآموز به شرکت پیوست درست زمانی که ۱۳ سال داشت. جورج متی از استعداد خاصی در تحارت برخوردار بود و حانسون را متقاعد کرد که در نمایشگاه بزرگ سال ۱۸۵۱ شرکت کند. او همین‌طور توانست ذخایر باارزشی از پلاتین را از روسیه فراهم کند. به پاس این خدمات جانسون در سال ۱۸۵۱ جورج متی را شریک خود نمود، و نام شرکت به جانسون و متی و بعدها به جانسون متی تغییر یافت. یک سال بعد، این شرکت به‌عنوان تأمین‌کننده فلزات گران‌بهای بانک انگلستان انتخاب شد. این شرکت شعبه‌هایی در شهرهای بیرمنگام و شفیلد داشت تا به کار تجارت جواهرات و وسایل نقره و کارد و چنگال با مواد اولیه و لوازم جانبی مانند لحیم نقره و شار، که آنها را تولید می‌کرد، بپردازد.
مایکل فارادی از شیفتگان شرکت جانسون متی بود و از شرکت کنندگان در یکی از سخنرانی‌هایش خواست که «به کارگاه‌های آقای متی بروند و از نزدیک چکش کاری و جوش دادن فلزات را مشاهده کنند». در سال ۱۸۴۶ فارادی به همراه اعضای دیگر انحمن سلطنتی درخواست جانسون برای عضویت در این حلقه پرنفوذ را تأیید کردند.
در سال ۱۸۷۴ به این شرکت سفارش ساخت استاندارد مرجع کیلوگرم داده شد که از ۹۰ درصد پلاتین و ۱۰ درصد ایریدیم ساخته شد و از آن تاریخ تا کنون در اداره بین‌المللی اوزان و مقیاس‌ها نگهداری می‌گردد.
در راستای ارتقای فرهنگ پژوهش، شرکت در سال ۱۹۱۸ نخستین پژوهشگر خود را منصوب کرد. این رقم به شدت افزایش یافت تا حدی که هم‌اکنون ۱۴۵۰ نفر معادل ۱۲ درصد از کل کارمندان شرکت در پژوهش و توسعه فعالیت می‌کنند.
در بین سال‌های ۱۹۰۰ و ۱۹۶۹ گسترش فعالیت‌های شرکت به قاره‌های آمریکای شمالی و آسیا سرعت گرفت و از جمله تأمین الکترو کاتالیستس به ناسا انجام شد. از ابتدای سال ۱۹۵۷، این شرکت ژورنال معتبری را با نام Platinum Metals Review منتشر کرد که همچنان در حال انتشار است، هر چند نام آن از سال ۲۰۱۴ به Johnson Matthey Technology Review تغییر پیدا کرده‌است.
پس از تصویب قوانین هوای پاک در سال‌های ۱۹۵۶، ۱۹۶۸و ۱۹۷۰ در بریتانیا، جانسون متی نخستین کاتالیست مورد استفاده در مبدل‌های کاتالیزوری را در جهان تولید کرد تا به کمتر شدن مواد آلاینده از اگزوز خودرو کمک شایانی کرده باشد. قابل توجه است که هم‌اکنون از هر سه خودروی تولید شده در جهان، یکی از مبدل‌های تولید شده توسط جانسون متی استفاده می‌کند.
از ابتدای قرن بیست و یکم جانسون متی تمرکز خود را اندکی تغییر داد. با خرید بخش تولید کاتالیست شرکت آی‌سی‌آی به نام سینیتیکس و همین‌طور شرکت لایسنوسر داووی، جانسون متی موقعیت خود را در صنایع شمیایی مستحکم تر کرد و به عنوان یکی از بازیگران بزرگ جهانی در حوزه ارائه تکنولوژی فرایند و کاتالیست تبدیل شد. در سال ۲۰۱۵، جانسون متی عملیات پالایش طلا و نقره خود را به شرکت آساهی هولدینگز، یک شرکت ژاپنی فروخت.